# Potentilla rhyolitica
Potentilla rhyolitica är en rosväxtart som beskrevs av Barbara Jean Ertter. Potentilla rhyolitica ingår i Fingerörtssläktet som ingår i familjen rosväxter. Utöver nominatformen finns också underarten P. r. chiricahuensis.